# Кунгурцев, Виктор Петрович
Виктор Петрович Кунгурцев (30 октября 1941 — 14 декабря 2003, Москва) — советский хоккеист и тренер. Мастер спорта СССР.

## Биография
Родился 30 октября 1941 года. С 13 лет — в ДЮСШ «Труд» в Челябинске. В 1958 году был принят в состав «Трактор» Челябинск, где играл до 1965 года. В сезонах 1965/66 — 1973/74 — в «Химике» Воскресенск. В 1970 году стал третьим призёром чемпионата СССР, в 1972 году стал финалистом кубка СССР. Провёл свыше 400 матчей и забил 143 года. В 1959 году был признан одним из самых лучших хоккеистов СССР. В 1966 году стал чемпионом Всемирной зимней универсиады.
Играющий тренер австрийского клуба АТСЕ (1974—1976). Старший тренер «Дизелиста» Пенза (1977/78 — 1978/79). Тренер «Енбека» (1980/81).
Скончался 14 декабря 2003 года в Москве. Похоронен на Ваганьковском кладбище.
Жена С. А. Кунгурцева, журналист.